# Rupicola
Genre
Statut CITES
Rupicola est un genre d'oiseaux qui comprend deux espèces appelées Coqs-de-roche, appartenant à la famille des Cotingidae.

## Liste des espèces
D'après la classification de référence (version 2.2, 2009) du Congrès ornithologique international (ordre phylogénique) :
- Rupicola rupicola (Linnaeus, 1766) — Coq-de-roche orange
- Rupicola peruvianus (Latham, 1790) — Coq-de-roche péruvien